# رن لیپینگ
رن لیپینگ (انگلیسی: Ren Liping؛ زادهٔ ۲۱ اکتبر ۱۹۷۸) بازیکن فوتبال اهل چین است.